# Mike Keneally
Michael Joseph Keneally (Long Island, New York, 1961. december 20. –) amerikai gitáros, billentyűs, énekes és zeneszerző, született 1961. december 20-án. Az AllMusic szerint: „Széles körű tehetsége és a szinte bármilyen zenei szituációban való kreatív képessége a Zappa utáni korszak vezető progresszív géniuszává emeli.”

## A kezdetek
A New York állambeli Long Islandben született, fiatalon San Diegóba költözött és része volt a helyi zenei világnak a kultikus Drop Control nevű zenekarának megalapítása, azaz 1985 óta. Bár saját jogán is elismert zenész, Keneally legnagyobb ismertségét mégis a Frank Zappával való együttműködésnek köszönheti, mint az 1988-as turné gitárosa és egyik billentyűse.
Kenneally az 1988-as turné törlése miatt nem sokáig lehetett Zappa mellett. A fiatalabb Zappákhoz csatlakozott hát, Dweezil szólólemezein működött közre, illetve a "Z" zenekarban.

## A Zappák után
Keneally 1992 óta 11 szólólemezt jelentetett meg, nagyon sok és sokféle koncert és turné résztvevője volt, a legismertebb talán a Steve Vai zenekarában való részvétel. Gitáron és billentyűs hangszereken játszott olyan zenészekel, mint Yo Miles!, Wadada Leo Smith, de részt vett egy Miles Davis emlékzenekarban is.
1998-ban Vai felkérésére néhány darabját Keneally zongorára hangszerelte át – az 1999-ben felvett lemez végül 2004-ben jelent meg "Vai: Piano Reductions Vol. 1" címmel. 2008-ban Kenelly tovább dolgozott a lemez második részén.
2006 novembere óta a The Paul Green School of Rock Music zenei igazgatója ("National Musical Director").
Keneally 2007 októberében Magyarországon is járt: Ed Mann és a Modern Art Orchestra társaságában a "100% Zappa" fesztivál vendége volt.

## Tagok
- Mike Keneally – gitár, billentyűsök és ének
- Bryan Beller – basszusgitár, vokál
- Rick Musallam – gitár, buzuki, vokál
- Joe Travers (vagy Nick D'Virgilio amikor ép nem turnézik a Spock's Beard-del, vagy Marco Minnemann) – dobok

## Diszkográfia

### Frank Zappa lemezein
- Broadway the Hard Way (Frank Zappa)
- The Best Band You Never Heard in Your Life (Frank Zappa, 1991)
- Make a Jazz Noise Here (Frank Zappa, 1991)
- You Can’t Do That on Stage Anymore Vol. 4 (Zappa, 1991)
- You Can’t Do That on Stage Anymore Vol. 6 (Zappa, 1992)
- Trance-Fusion (Zappa Records 2006)
- Zappa’s Universe (tribute-lemez, 1991.)

### Szólólemezek
- Hat. – 1992
- Boil That Dust Speck – 1994
- The Tar Tapes Vol. 1 – 1997
- The Tar Tapes Vol. 2 – 1998
- Nonkertompf – 1999
- Nonkertalk – 1999
- Wooden Smoke – 2001
- Wooden Smoke Asleep – 2001
- Vai Piano Reductions, Vol. 1 – 2004
- Wine and Pickles – 2008

### A Metropole Orkesttel
- The Universe Will Provide – 2004
- Parallel Universe – 2004

### A Beer for Dolphinsszal
- Half Alive in Hollywood – 1997
- Sluggo! – 1998
- Dancing – 2000

### A Mike Keneally Banddel
- Dog – 2004
- Pup – 2004
- Guitar Therapy Live – 2006

### A Mistakesszel
- The Mistakes – 1995

### Videók és DVD-k
- Soap Scum Remover VHS – 1996
- Dog Special Edition DVD – 2004
- Guitar Therapy Live Special Edition DVD – 2006
- hat. Special Edition DVD – 2007
- Boil That Dust Speck Special Edition DVD – 2007

### Gyűjtemények Mike Keneally részvételével
| Year | Album                                                                   | Track               |
| ---- | ----------------------------------------------------------------------- | ------------------- |
| 1997 | Giant Tracks: A Tribute to Gentle Giant                                 | No God's a Man      |
| 2002 | 156 Strings: Nineteen Totally Original Acoustic Guitarists              | Thou Shalt Not Kill |
| 2003 | A Fair Forgery of Pink Floyd                                            | Astronomy Domine    |
| 2006 | After the Storm: A Benefit Album for the Survivors of Hurricane Katrina | Time Table          |